# Metaswitzerite
La metaswitzerite è un minerale.